# سسیلی لگانگر
سسیلی لگانگر (انگلیسی: Cecilie Leganger؛ زادهٔ ۱۲ مارس ۱۹۷۵) بازیکن هندبال اهل نروژ است.